# Lido di Pomposa
Lido di Pomposa is een plaats (frazione) in de Italiaanse gemeente Comacchio.